# Oskar Lafontaine
Oskar Lafontaine ([ˌɔskaʁ lafɔn'tɛːn]), född 16 september 1943 i Saarlouis-Roden, Saarland, är en tysk politiker (BSW, tidigare Die Linke och SPD). 
Från 1985 till 1998 var han ministerpresident i delstaten Saarland. Han var socialdemokraternas förbundskanslerkandidat i förbundsdagsvalet i Tyskland 1990, och från 1995 till 1999 deras partiordförande. Efter 1998 års förbundsdagsval blev han Tysklands finansminister. År 1999 avsade han sig alla politiska befattningar och steg fram som kritiker av Gerhard Schröders röd-gröna regeringspolitik. 
2005 bytte Lafontaine parti från SPD till det nygrundade Valalternativet Arbete & social rättvisa (WASG). På hans initiativ ingick partiet i juni 2005 i en valteknisk samverkan med PDS, vilket därför kallade sig för Die Linkspartei.PDS. Från 2005 till 2009 var Lafontaine tillsammans med Gregor Gysi ordförande för vänstergruppen i Förbundsdagen. Från den 16 juni 2007 till den 15 maj 2010 var han jämte Lothar Bisky partiledare för partiet Die Linke (Vänstern), som bildades 2007.
Den 9 oktober 2009 tillkännagav Lafontaine att han avböjde att ånyo kandidera till partigruppsordförandeposten i Förbundsdagen. En månad senare, den 17 november 2009, gav han tillkänna att han skulle genomgå ett kirurgiskt ingrepp på grund av sin cancersjukdom och därefter tänkte avgöra om han skulle fortsätta sin politiska verksamhet. Efter man meddelat att ingreppet mot prostatacancern den 18 november 2009 hade varit framgångsrikt, framträdde Lafontaine åter i politiska sammanhang första gången i januari 2010. På ett styrelsemöte kort därefter förklarande han dock, att han av hälsoskäl lämnade sin plats i förbundsdagen och ville ta tillbaka sin kandidatur i partiordförandevalet på kongressen i Rostock. Den 1 februari 2010 entledigades Lafontaine från den tyska förbundsdagen; saarländskan Yvonne Ploetz ersatte honom.
Lafontaine kritiserades ofta för sin populistika retorik, till och med av sitt eget parti. Till exempel yrkar han på mer konsekventa avvisningar av flyktingar för att vinna tillbaka forna vänster-väljare som nu röstar på den högerpopulistiska Afd. Lafontaine är dessutom motståndare till vindkraft. I hans tycke förstör utbyggnaden av vindenergi det tyska kulturlandskapet.